# Casorate Sempione
Casorate Sempione est une commune italienne de la province de Varèse dans la région Lombardie en Italie.

## Toponyme
Mentionné dans les actes sous le nom Caxorate, soit dérive du latin casula: chasuble, avec le suffixe -ate ou -atu soit dérive du nom de personnes latin Casurus. 
La spécification se réfère à la proximité du col du Simplon.

## Administration
| Période                                  | Période      | Identité                 | Étiquette     | Qualité |
| ---------------------------------------- | ------------ | ------------------------ | ------------- | ------- |
| 2000                                     | 2 avril 2005 | Anna Maria Aspesi        | Centre gauche |         |
| 3 avril 2005                             | 31 mai 2015  | Giuseppina Piera Quadrio | Centre gauche |         |
| 1er juin 2015                            | En cours     | Dimitri Cassani          | liste civique |         |
| Les données manquantes sont à compléter. |              |                          |               |         |

### Hameaux
- Nessuna

### Villes jumelées
- Saint-Geoirs, Saint-Étienne-de-Saint-Geoirs et Saint-Michel-de-Saint-Geoirs (France), communes associées, depuis 2013[2].

## Communes limitrophes
|                | Arsago Seprio     |           |
| Somma Lombardo | Casorate Sempione | Gallarate |
|                | Cardano al Campo  |           |

## Culture locale et patrimoine
- Villino Cattoretti